# Marmosa àgil de l'Unduavi
La marmosa àgil de l'Unduavi (Cryptonanus unduavensis) és una espècie de marsupial didelfimorf de la família dels didèlfids. Viu al nord i l'est de Bolívia i el nord del Paraguai.